# THE NEWS (TBS・JNN)
『THE NEWS』（ザ・ニュース）は、2009年3月30日から2010年3月28日まで、TBSおよびJNNで放送されていたニュース番組であり、その統一ブランド名（TBSでのテレビニュースの総称）でもある。JNNでの放送分はJNN協定が発動した。

## 概要
TBSは2009年4月期改編（3月30日実施）において全国ニュースの『JNN NEWS』とローカルニュースの『TBS NEWS』を新ブランド“THE NEWS”へと改題・統一した。
タイトルロゴには、旧来の『JNN NEWS』に相当する枠はJNNロゴが、旧来の『TBS NEWS』に相当する枠はTBSロゴが右下隅に入る。
字幕スーパーに関しては新しいものに更新された。VTRに使用される書体は、あまりテレビに使用されることのないモリサワの新ゴとネオツデイの組み合わせが採用された。
番組名について、月曜 - 金曜夕方は『総力報道!THE NEWS』として放送。土曜・日曜朝、月曜 - 金曜・土曜・日曜昼、日曜夕方はいずれも『THE NEWS』として放送された。
土曜夕方『報道特集NEXT』、月曜 - 日曜夜『JNNフラッシュニュース』、月曜 - 金曜深夜『NEWS23』、月曜 - 金曜朝『みのもんたの朝ズバッ!』・土曜夜『情報7days ニュースキャスター』の1コーナーとしての「JNN NEWS」はそれぞれタイトルを継続して放送。土曜・日曜深夜は新番組『S☆1』内の1コーナー「JNN S☆1 NEWS」として放送された。また、10月期改編よりTBSは「THE NEWS」ブランドを用いないニュース番組『イブニングワイド』を開始した。ただし、これら番組が特別番組やスポーツ中継放送による休止および年末年始の放送休止した際、代替として『THE NEWS』が編成された。
月曜 - 金曜夕方『総力報道! THE NEWS』と共に、本番組は2010年3月28日をもって終了し、3月29日からは1年ぶりに『JNNニュース』・『TBSニュース』のタイトルに復された ほか、日曜夕方には4月4日から『Nスタ（日曜版）』が開始された。

## 放送時間
ここでの表記は、すべて日本時間とする。

### 朝
- 土曜6:30 - 6:45（6:39 - 6:42はローカル枠）
- 日曜6:45 - 7:00（6:54 - 6:57はローカル枠）

月曜日 - 金曜日は『みのもんたの朝ズバッ!』内「JNN NEWS」として放送された。土曜日は『みのもんたのサタデーずばッと・第1部』（5:45 - 6:45）の内包番組として放送され、スタジオも同番組のスタジオをそのまま使用していた。TBSやATVなどでは終了時に「引き続き『みのもんたのサタデーずばッと』」の字幕を表示した。

### 昼
- 月曜 - 金曜11:30 - 11:55（ローカル枠は、2009年7月17日までは11:49 - 11:53.30、7月20日以降は11:49 - 11:53.25）
- 土曜11:45 - 11:59（ローカル枠は11:54 - 11:56.55）
- 日曜11:30 - 11:40（ローカル枠は11:35.00 - 11:38.20）

リアルタイム字幕放送を実施。
TBSおよび一部系列の場合、平日は『ひるおび!・午前』（11:00 - 11:55）の内包番組として放送された。土曜日は『王様のブランチ』を一時中断する形で放送し、番組構成も完全に独立した構成となっている。この手法は『JNN NEWS』復帰後も同様である。新聞の番組欄では内包扱いとなっているが、JNN各局のウェブサイトや電子番組表では独立番組としている事もあった。

### 夕方
- 日曜17:30 - 17:55（17:50からはローカル枠）

リアルタイム字幕放送を実施。
画面左上に「THE NEWS」のロゴが常時表示されており、そのロゴの動きも「総力報道!」の文言がない以外、同じタイミングで変化していたほか、ネームテロップやリード読み時の項目テロップの表示の仕方が『総力報道! - 』と同じだったため、実質的には『総力報道!THE NEWS』の日曜版として放送されていた。2010年2月13日の放送では、バンクーバーオリンピック特設スタジオから、上村愛子選手へのインタビュアーとして「総力報道!」のスペシャルキャスターである高橋尚子が出演した。『THE世界遺産』の予告が入った。ローカル枠は一部系列では別番組扱いであった。

### スポットニュース
午前
- 月曜 - 金曜9:45頃

『はなまるマーケット』内「はなまるニュース」として放送された。本番組開始まではBSS、MRTがネットしておらず（テレビ朝日『スーパーモーニング』を放送）、JNN協定を発動させられなかったため、「はなまるニュース」独自のフォーマットで放送されていたが、2009年4月改編より協定が発動するニュース枠となった。
午後（全国）
- 月曜 - 木曜13:51頃（2009年7月16日まで）、13:43頃（9月24日まで）、13:39頃（終了時）
- 金曜12:48頃（2009年9月25日まで）、12:43頃（終了時）

『ひるおび!・第2部』内で放送された。当初は報道局Nスタジオから、2009年9月28日よりDスタジオ「ひるおび!」スタジオセットから伝えた。
午後（ローカル）
- 月曜 - 木曜15:54 - 16:00（2009年7月16日まで）、14:49 - 14:50.30（9月24日まで）、15:52 - 15:55（終了時）
- 金曜14:55 - 15:00（2009年7月17日まで）、14:55 - 14:57（9月25日まで）、15:52 - 15:55（終了時）
- 土曜 時間不定（14:00 - 17:00の中で6分間）
- 日曜13:54 - 14:00

旧『TBSニュース』で、TBSのみで放送された。
2009年度はキー局TBSなどJNN数局がMBS制作の情報番組『ちちんぷいぷい』をネット受けしており、15時台のニュースコーナーはTBSを含めたネット局でもローカル差し替えなしにそのまま放送されていた。放送曜日・放送時間および放送期間はちちんぷいぷい（テレビ番組）#ネット局を参照。
夕方
- 月曜 - 木曜16:43 - 16:53（2009年7月20日 - 9月24日）
- 金曜16:45 - 16:53（2009年7月24日 - 9月25日）

月曜 - 金曜夕方は2009年3月30日から7月17日まで『先出し!THE NEWS』と『総力報道!THE NEWS』が放送されていたが、7月20日からの改編により『ひるおび!』短縮、『サカスさん』枠移動、『ちちんぷいぷい』ネット中止（TBSの場合）となり、16時台に「先出し!」の後継として放送。
月曜日から木曜日までは冒頭の2分間にCMが入るため、実質的な放送時間は金曜日と同じであった。
イブニングワイド
- 月曜 - 金曜17:50 - 18:00 （2009年9月28日より）

16:53 - 18:40の時間帯で『イブニングワイド』が開始。JNN排他協定適用外とされた『イブニングワイド』内のニュースコーナー（17:50 - 18:00）では番組独自のフォーマットを使用し、「THE NEWS」ブランドから離脱した。ただし、その部分のみネットした系列のうち、ATV・NBC・MRT・RBCでは同枠を『THE NEWS』として放送した（テロップ等は『イブニングワイド』仕様のまま）。

### 特別編成
- 2009年5月3日・12月27日、2010年1月3日の日曜夕方版は30分繰り下げて18:00 - 18:25に放送（前者は『中日クラウンズ』中継、中者・後者は年末年始特別編成にそれぞれ伴うもの）。
- 2009年4月10日・4月13日は『マスターズゴルフ』中継に伴い『みのもんたの朝ズバッ!』が休止となったため、8時台に約10分間代替として『THE NEWS』が放送された。
- 2009年8月22日は『世界陸上ベルリン2009』中継に伴い『報道特集NEXT』が休止となったため、17:30 - 17:45に代替として『THE NEWS』が放送された。
- 2009年8月23日の日曜夕方版は『世界陸上ベルリン2009』中継のため1時間繰り上げて16:30 - 16:55に放送。

### 年末年始
| 2009年末・2010年始の放送時間一覧 | 2009年末・2010年始の放送時間一覧 | 2009年末・2010年始の放送時間一覧 | 2009年末・2010年始の放送時間一覧 | 2009年末・2010年始の放送時間一覧 | 2009年末・2010年始の放送時間一覧 |
| 放送枠 | 朝                               | 昼                               | 午後（TBS）                      | 夕方                             | 深夜                             |
| --- | -------------------------------- | -------------------------------- | -------------------------------- | -------------------------------- | -------------------------------- |
| 2009.12.24 | （通常編成）                     | （通常編成）                     | （通常編成）                     | （通常編成）                     | 23:30 - 23:40                    |
| 2009.12.25 | （通常編成）                     | （通常編成）                     | （通常編成）                     | （通常編成）                     | 23:45 - 23:55                    |
| 2009.12.26 | （通常編成）                     | （通常編成）                     | （通常編成）                     | （通常編成）                     | （通常編成）                     |
| 2009.12.27 | （通常編成）                     | （通常編成）                     | （通常編成）                     | （通常編成）                     | （通常編成）                     |
| 2009.12.28 | （通常編成）                     | 11:50 - 12:00                    | 14:54 - 15:00                    | 18:00 - 18:30                    | 23:20 - 23:30                    |
| 2009.12.29 | （通常編成）                     | 11:50 - 12:00                    | 14:54 - 15:00                    | 18:00 - 18:30                    | 23:20 - 23:30                    |
| 2009.12.30 | 6:00 - 6:10                      | 11:50 - 12:00                    | 14:24 - 14:30                    | 18:00 - 18:30                    | 23:20 - 23:30                    |
| 2009.12.31 | 6:30 - 6:45                      | 11:50 - 12:00                    | 14:24 - 14:30                    | 17:30 - 18:00                    | （放送なし）                     |
| 2010.1.1 | 6:20 - 6:301                     | 12:00 - 12:042                   | 16:30 - 16:36                    | 17:15 - 17:45                    | 23:30 - 23:40                    |
| 2010.1.2 | 7:20 - 7:30                      | 11:50 - 12:00                    | 15:54 - 16:00                    | 18:00 - 18:30                    | 23:30 - 23:40                    |
| 2010.1.3 | 6:50 - 7:00                      | 11:50 - 12:00                    | 14:54 - 15:00                    | （通常編成）                     | 翌0:00 - 0:10                    |
| - 1月3日夕方は通常の日曜夕方版が30分遅れで放送された。 - 1 TBSなど一部地域では、『森田さんの新春お天気初日の出スペシャル』内で放送。 - 2 『ニューイヤー駅伝2010』内で放送。 |                                  |                                  |                                  |                                  |                                  |

## 出演者

### 前期（2009年4月 - 9月）
| 放送時間 | 月曜                | 火曜                | 水曜                | 木曜                | 金曜                | 土曜                            | 日曜                        |
| --- | ------------------- | ------------------- | ------------------- | ------------------- | ------------------- | ------------------------------- | --------------------------- |
| 朝 | （放送なし）        | （放送なし）        | （放送なし）        | （放送なし）        | （放送なし）        | 堀井美香 ●山内あゆ1 （小林豊）2 | 向井政生 （元井美貴）       |
| 午前 | 秋沢淳子            | 岡田泰典            | 秋沢淳子            | 岡田泰典            | 秋沢淳子            | （放送なし）                    | （放送なし）                |
| 昼 | ●小川知子、伊藤隆太 | ●小川知子、伊藤隆太 | ●小川知子、伊藤隆太 | ●小川知子、伊藤隆太 | ●小川知子、伊藤隆太 | 向井政生                        | 長峰由紀                    |
| 昼 | （森朗）            | （森朗）            | （森朗）            | （森朗）            | （増田雅昭）        | 向井政生                        | 長峰由紀                    |
| 午後(JNN) | ●小川知子3          | ●小川知子3          | ●小川知子3          | ●小川知子3          | ●小川知子3          | （放送なし）                    | （放送なし）                |
| 午後(TBS) | 秋沢淳子            | 長峰由紀            | 長峰由紀            | 秋沢淳子            | 秋沢淳子            | 向井政生                        | ●杉山真也※                  |
| 夕方(スポット) | ●長岡杏子3・4       | ●長岡杏子3・4       | ●長岡杏子3・4       | ●長岡杏子3・4       | ●長岡杏子3・4       | （放送なし）                    | （放送なし）                |
| 夕方 | （放送なし）        | （放送なし）        | （放送なし）        | （放送なし）        | （放送なし）        | （放送なし）                    | 長峰由紀 ●杉山真也 （森朗） |
| - （ ）は気象予報士。それ以外はTBSアナウンサー。 - ●は2009年3月30日以降から担当。それ以外は前番組から続投。 - 1 正確には産休からの復帰。代役を務めていた杉山が玉突きで日曜夕方に異動した。 - 2 TBSアナウンサーであるが、気象予報士として出演。 - 3 日によっては別のアナウンサーが担当することもあった。 - 4 『先出し!THE NEWS』から続投。 |                     |                     |                     |                     |                     |                                 |                             |

### 後期（2009年10月 - 2010年3月）
| 放送時間 | 月曜                | 火曜                | 水曜                | 木曜                | 金曜                | 土曜                          | 日曜                         |
| --- | ------------------- | ------------------- | ------------------- | ------------------- | ------------------- | ----------------------------- | ---------------------------- |
| 朝 | （放送なし）        | （放送なし）        | （放送なし）        | （放送なし）        | （放送なし）        | 堀井美香 山内あゆ （小林豊）1 | 向井政生 （元井美貴）        |
| 午前 | 岡田泰典            | 岡田泰典            | 秋沢淳子            | 秋沢淳子            | 秋沢淳子            | （放送なし）                  | （放送なし）                 |
| 昼 | 小川知子※、長岡杏子 | 小川知子※、長岡杏子 | 小川知子※、長岡杏子 | 小川知子※、長岡杏子 | 小川知子※、長岡杏子 | 向井政生                      | 秋沢淳子※                    |
| 昼 | （森朗）            | （森朗）            | （森朗）            | （森朗）            | （増田雅昭）※       | 向井政生                      | 秋沢淳子※                    |
| 午後(JNN) | ●小川知子※2         | ●小川知子※2         | ●小川知子※2         | ●小川知子※2         | ●小川知子※2         | （放送なし）                  | （放送なし）                 |
| 午後(TBS) | 升田尚宏            | 升田尚宏            | 秋沢淳子            | 秋沢淳子            | 秋沢淳子            | 向井政生                      | 杉山真也※                    |
| 夕方(スポット) | （放送なし）        | （放送なし）        | （放送なし）        | （放送なし）        | （放送なし）        | （放送なし）                  | （放送なし）                 |
| 夕方 | （放送なし）        | （放送なし）        | （放送なし）        | （放送なし）        | （放送なし）        | （放送なし）                  | 秋沢淳子※ 杉山真也 （森朗）※ |
| - （ ）は気象予報士。それ以外はTBSアナウンサー。 - ※以外は次番組も続投。 - 1 TBSアナウンサーであるが、気象予報士として出演。 - 2 日によっては別のアナウンサーが担当することもあった。 |                     |                     |                     |                     |                     |                               |                              |

## 日曜夕方版のタイムテーブル
| 時刻                                               | コーナータイトル・内容                             | 詳細・備考 |
| 全国ニュースパート（ここから17:50までJNN協定発動） | 全国ニュースパート（ここから17:50までJNN協定発動） | 全国ニュースパート（ここから17:50までJNN協定発動） |
| -------------------------------------------------- | -------------------------------------------------- | --- |
| 17:30.00                                           | オープニング・ヘッドライン                         | - 月曜日 - 金曜日の『総力報道!』を簡略化させたOPCGが流れ、その後ヘッドラインを流す。 - ヘッドラインは平日版とは異なり、ニュース映像にテロップを付けたもの。 |
| 17:30.30                                           | ニュース                                           | |
| 17:43                                              | THE SPORTS                                         | |
| 17:48.50                                           | 天カメ映像                                         | - ここでTBS以外の局が飛び降り、17:50からはローカルニュース・天気枠。                                                                                        |
| ローカルパート（下記は製作局・TBSの場合）          |                                                    | |
| 17:50.55                                           | ローカルニュース                                   | |
| 17:51.45                                           | 天気予報                                           | - 森と秋沢が担当。 |
| 17:52.55                                           | 終了                                               | |

## テーマ曲・オープニング映像
『総力報道!THE NEWS』のテーマ曲である山下達郎の「ミューズ」（「僕らの夏の夢」収録）のインストアレンジ版が使用されていた。オープニングの流れは以下の通り。なお、TBSローカル「THE NEWS TBS」や一部の代替にあたるニュースではオープニングは用意されておらず、開始時に画面左側にロゴを表示するだけである。
日曜夕方版オープニングではJNNロゴが、月曜 - 金曜昼版（『ひるおび!』内）ではタイトルロゴ自体（ヘッドライン1本が紹介されるだけ）表示されないが、スタジオのセット内のモニターにはJNNロゴが明記されていた。

### 月曜 - 金曜昼
先述した通り、オープニングCGやロゴ表示などはなく、ヘッドライン1本のみ紹介し、そのままスタジオに映像が切り替わり本編に入る。

### 土曜・日曜・年末年始朝・昼、年末年始深夜
ピンク色やオレンジ色の枠が現れ、画面左から「THE」、右から「NEWS」の文字が現れる。その後番組ロゴの基幹色である黄色と紺色の枠が出現し、紺色の枠の中に「THE NEWS」の文字、その枠の右下にJNNのロゴがそれぞれ入り、ロゴを形成する。土曜・日曜朝はテーマ曲がやや長めに流れる。このバージョンでは土曜・日曜昼や年末年始朝・昼・深夜に使用の10秒バージョン、土曜・日曜朝の15秒バージョンとスポーツ中継（世界陸上）などの合間の放送や特別編成などで使用される5秒バージョンが用意されている。5秒バージョンでは曲の出だしと終わりがやや強引につなげられているが、ロゴ形成CGに変わりはない。

### 日曜・年末年始夕方
2009年9月25日までにおける『総力報道!THE NEWS』の第1部スタートの映像（紺色の枠が形成されるとすぐに「THE NEWS」のロゴが出現するCG）を使用しているが、「総力報道!」の文字はなく、土曜・日曜・年末年始朝・昼、年末年始深夜にはある「JNN」ロゴの表示もない。月曜日 - 金曜日の『総力報道! - 』と同様左上（SD対角に位置する部分）に移動し（年末年始は、左上へ移動・表示されず、タイトルだけを表示した）、ヘッドライン・提供クレジットに続いてスタジオに切り替わり本編に入る。なお、BGMは「土曜・日曜・年末年始朝・昼、年末年始深夜版」とはアレンジが異なっている。このアレンジは多くの地方局が『総力報道!THE NEWS』の事前予告をする際に用いられているものと同一である。

## 最終回
- 2010年3月28日（日）17:30から放送された最終回は、Nスタジオがセット建て替え工事に伴い使用出来ないため、報道フロア内のカメラスタジオ（通称：報道カメラ）から放送された。なお、スポーツニュース終了時にネット局向けの番組終了の挨拶は行われなかった。その後、関東ローカル枠ではこの日で降板する森の降板の挨拶は行われたが、森がこの日出向いていた中継先に泥酔者が乱入するトラブルがあり、同じくこの日で当該枠から降板する秋沢が全く挨拶出来ないまま本編は終了。また、エンディングでは最終回でありながら「また来週」というテロップが表示された。